# Dircenna euchytina
Dircenna euchytina är en fjärilsart som beskrevs av Kirby 1871. Dircenna euchytina ingår i släktet Dircenna och familjen praktfjärilar. Inga underarter finns listade i Catalogue of Life.